# Huis Van Brienen

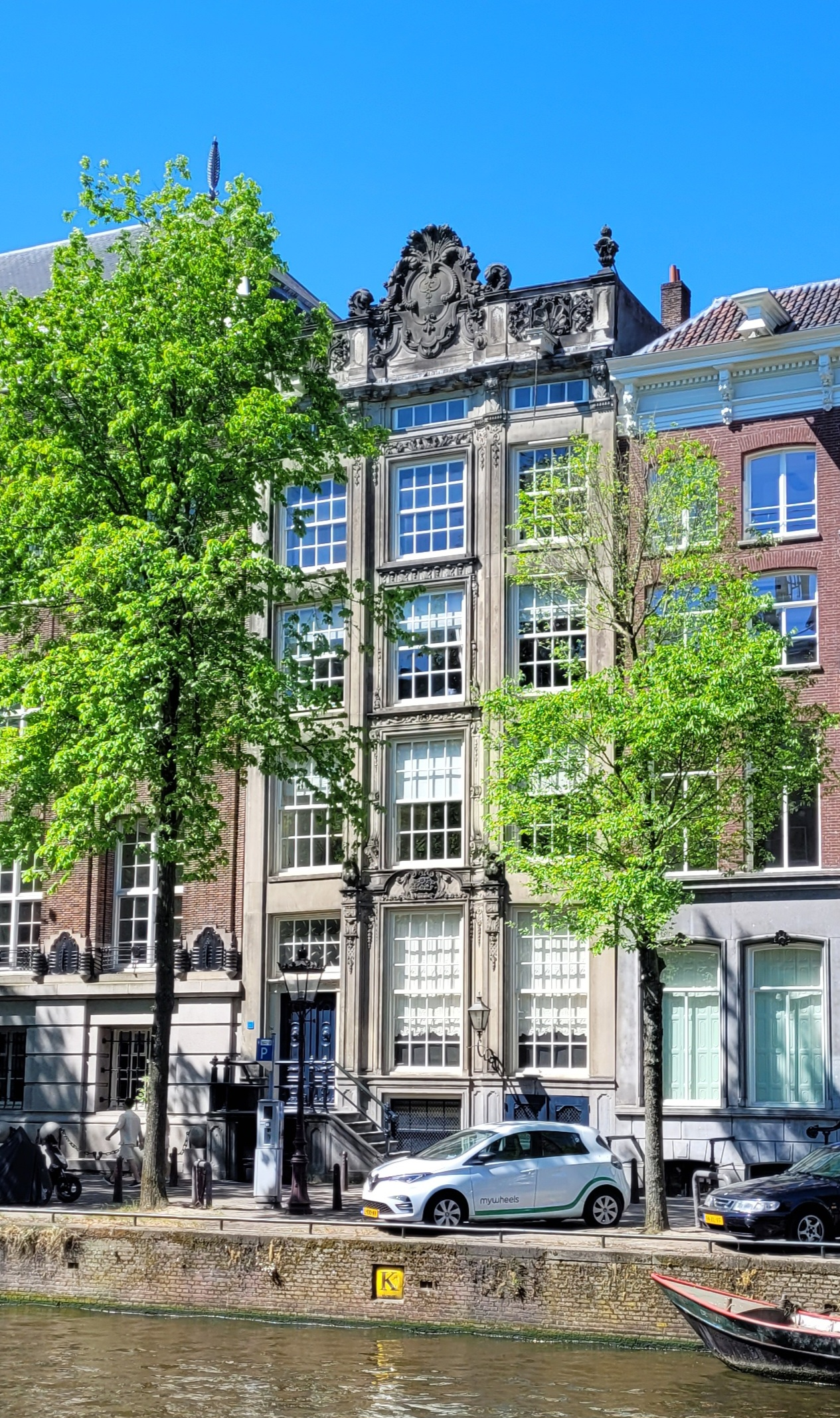
Huis Van Brienen, Herengracht 284, Amsterdam.

Huis (of Huize) Van Brienen is een pand aan de Herengracht 284 in Amsterdam, met een uitzonderlijk rijk en goed bewaard 18e-eeuws interieur. Het behoort tot de top 100 van belangrijkste interieurs in Nederland. Het pand is sinds 1970 een Rijksmonument (nr. 1795).

## Geschiedenis

### Bouw
Op het perceel waarop Huis Van Brienen gebouwd is, stond oorspronkelijk een huis met een trapgevel uit circa 1620 met de naam "In de Stadt Praegh". Het was gebouwd in opdracht van Leonora Haukens, weduwe van de juwelier-kunsthandelaar Hans van Wely. In 1728 werd dit huis aangekocht door de doopsgezinde koopman David Rutgers en zijn twee zusters, die het pand ingrijpend lieten verbouwen in Lodewijk XIV-stijl. Hierbij werd de voorgevel geheel vernieuwd en wordt een tuinhuis en achterhuis gebouwd. Ook inwendig werd het huis rijkelijk in deze stijl versierd.

### Van Brienen
In 1781 werd het pand gekocht door Arnold Johan van Brienen, telg uit een zeer welgestelde katholieke koopmansfamilie waarvan leden later tot de adelstand zouden gaan behoren. Het huis bevond zich toen nog vrijwel geheel in de staat van vlak na de verbouwing van 1728-1733, hetgeen grotendeels zo zou blijven. Brienen bewoonde op dat moment al een groter pand aan de Herengracht (nr. 182), en ging zelf niet op nr. 284 wonen. In plaats daarvan schonk hij het een jaar later als huwelijkscadeau aan zijn zoon, Willem Joseph van Brienen, die bekend werd als burgemeester van Amsterdam onder koning Lodewijk Napoleon. Omstreeks 1782 werd de eetzaal gemoderniseerd in Lodewijk XVI-stijl, en in 1833 werd de voorkamer gerenoveerd in late empirestijl. Het huis bleef lange tijd in bezit van de familie Van Brienen, maar werd in de 19e eeuw verhuurd. Vanaf 1860 was het huis in bezit van Angélique prinses d'Henin née barones van Brienen (1833-1921), die met haar echtgenoot, Simon-Gérard prince d'Alsace de Hénin-Liétard (1832-1891), in Parijs haar domicilie had, maar het huis aan de Herengracht enkele weken per jaar gebruikte als pied-à-terre. Nadat het huis in bezit van haar zoon Thierry d'Alsace de Hénin-Liétard, prince de Hénin et comte d'Alsace (1853-1934), laatste mannelijke telg van dit Franse adellijke geslacht, kwam, schonk hij het in 1933 aan de monumentenorganisatie Vereniging Hendrick de Keyser, op voorwaarde dat het interieur behouden zou blijven en het huis de naam 'Huis Van Brienen' zou krijgen, ter nagedachtenis aan zijn moeder.

### Vereniging Hendrick de Keyser
De Vereniging heeft daarna lange tijd kantoor gehouden in dit pand, totdat zij in 2004 verhuisde naar een andere locatie. De Vereniging verkoopt haar panden nooit en heeft diverse restauraties uitgevoerd. De bel-etage van het huis wordt verhuurd voor vergaderingen, feesten en huwelijken.

## Restauratie
In 1961-1963, 1996-1997 en 2001 voerde Vereniging Hendrick de Keyser restauraties uit, waarbij het interieur zoveel mogelijk werd teruggebracht in de oorspronkelijke staat. De restauratie van 1996-1997 was daarvan de meest uitvoerige. In 1996 had het werk vooral betrekking op een constructief herstel van het achterhuis, inclusief restauratie van de achtergevel, in 1997 lag de nadruk op het interieur.
Het houtwerk van het rijkversierde plafond van de grote zaal kreeg toen weer zijn roodbruine mahoniekleur met goudverguldsel terug. De behangsel- en plafondschilderingen, die in de loop der tijd bevuild en beschadigd waren geraakt, werden voorzichtig schoongemaakt en waar nodig gerestaureerd. Een lastig onderdeel was het terugbrengen van de verborgen deur in de grote zaal. Dit was een deur die in de wandschildering was opgenomen, zodat de wand één doorlopend schilderij vormde. De Van Brienens hadden dit om praktische redenen ongedaan gemaakt in 1782, en veranderd in een eenkleurige deur. Door zorgvuldig onderzoek kon de oorspronkelijke geschilderde voorstelling op de deur gereconstrueerd worden, zodat de wand in de zaal nu weer één aaneengesloten geheel vormt.
Niet alleen de grote zaal werd onder handen genomen, maar ook het stucwerk in de gangen en het trappenhuis, het plafond in de achterkamer, en de deuren in de gang, die weer hun oorspronkelijke kleur kregen. Ten slotte werd ook het volledige nog uit de 18e eeuw stammende ameublement gerestaureerd en opnieuw gestoffeerd.
Sinds de voltooiing van deze restauratie in 1997 toont het geheel weer de bijzondere rijkdom die het huis in de 18e eeuw bezat. De moeilijke en uitvoerige klus duurde anderhalf jaar en stond onder leiding van de gerenommeerde architect Walter Kramer, die ook andere belangrijke restauraties in Amsterdam leidde, zoals die van de Westertoren.
De tuin werd in 2016 opnieuw ingericht volgens het model van de tuinen uit de eerste decennia van de 18e eeuw, zoals die bij vergelijkbare grachtenhuizen in Amsterdam gebruikelijk waren.

## Bijzonderheden
De gevel is geheel uit Bentheimer zandsteen opgetrokken, dateert uit 1728, en is vormgegeven in late Lodewijk IV- of Régencestijl. Van het interieur is vooral de grote zaal in het achterhuis van belang. Deze pronkzaal diende voor ontvangsten, en is rijk gedecoreerd met wand- en plafondschilderingen uit 1733, welke uitzonderlijk goed bewaard zijn gebleven. De schilderingen zijn vervaardigd door Dirk Dalens III (behangsels) en Anthonie Elliger (hoekschilderingen, plafondstukken en schouwstuk). De eetkamer werd omstreeks 1782 opnieuw gedecoreerd in de neoclassicistische Lodewijk XVI-stijl. De hal en gang hebben een marmeren lambrisering en zijn belegd met marmeren vloerdelen. Ook de trap is deels belegd met marmer, en heeft een leuning van zeer fraai houtsnijwerk.
De oude keuken, de opslagkelders, de knechtenkamer en de tuinkamer met fraaie buffetkast zijn eveneens bewaard gebleven. En ook het oorspronkelijke meubilair (stoelen, banken, haardschermen) dat rond 1782 werd ingebracht, is nog in het huis aanwezig. Het totaal geeft een goed beeld van het rijke wonen aan de gracht in de 18de en 19de eeuw.

## Galerij

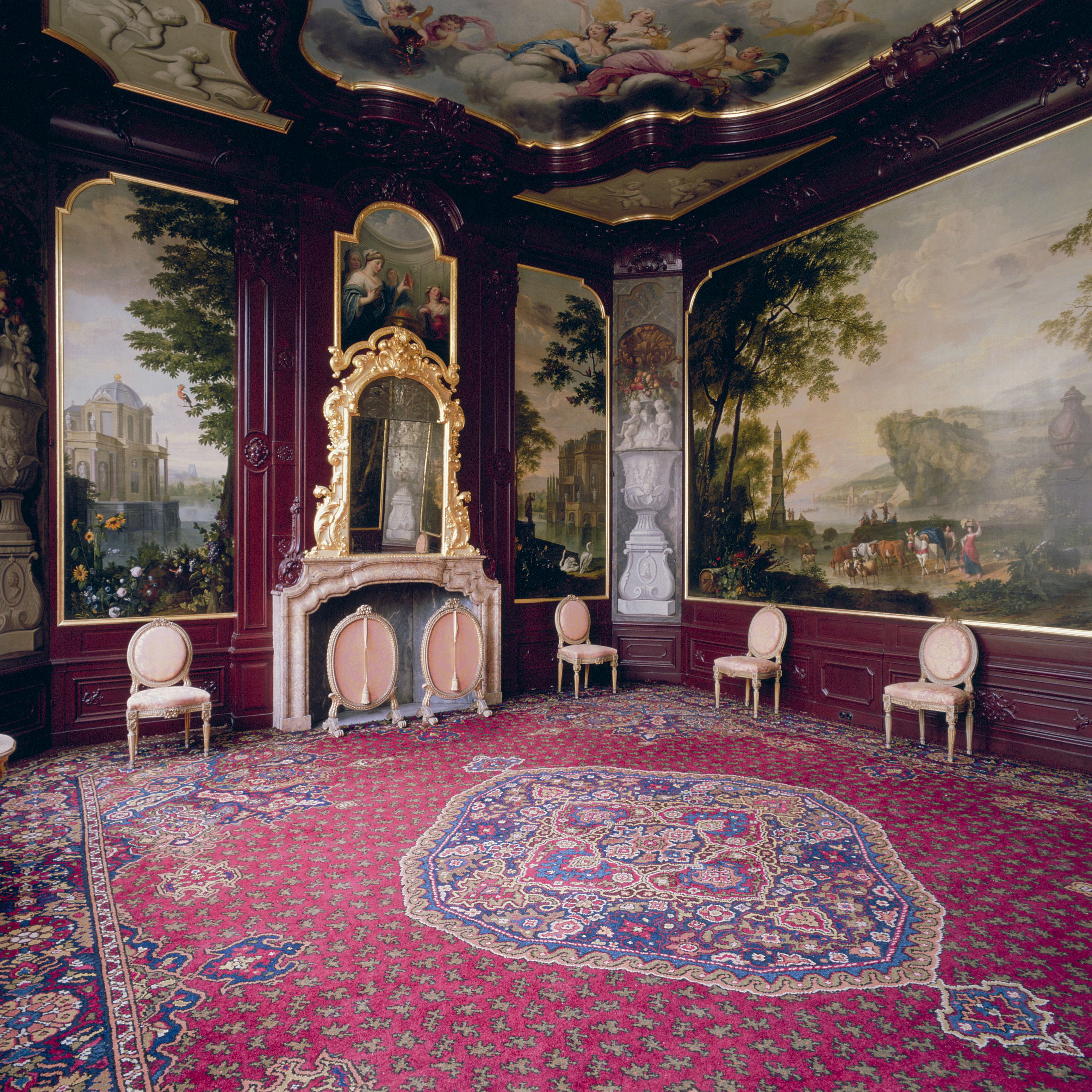
De grote zaal in het achterhuis, na restauratie.
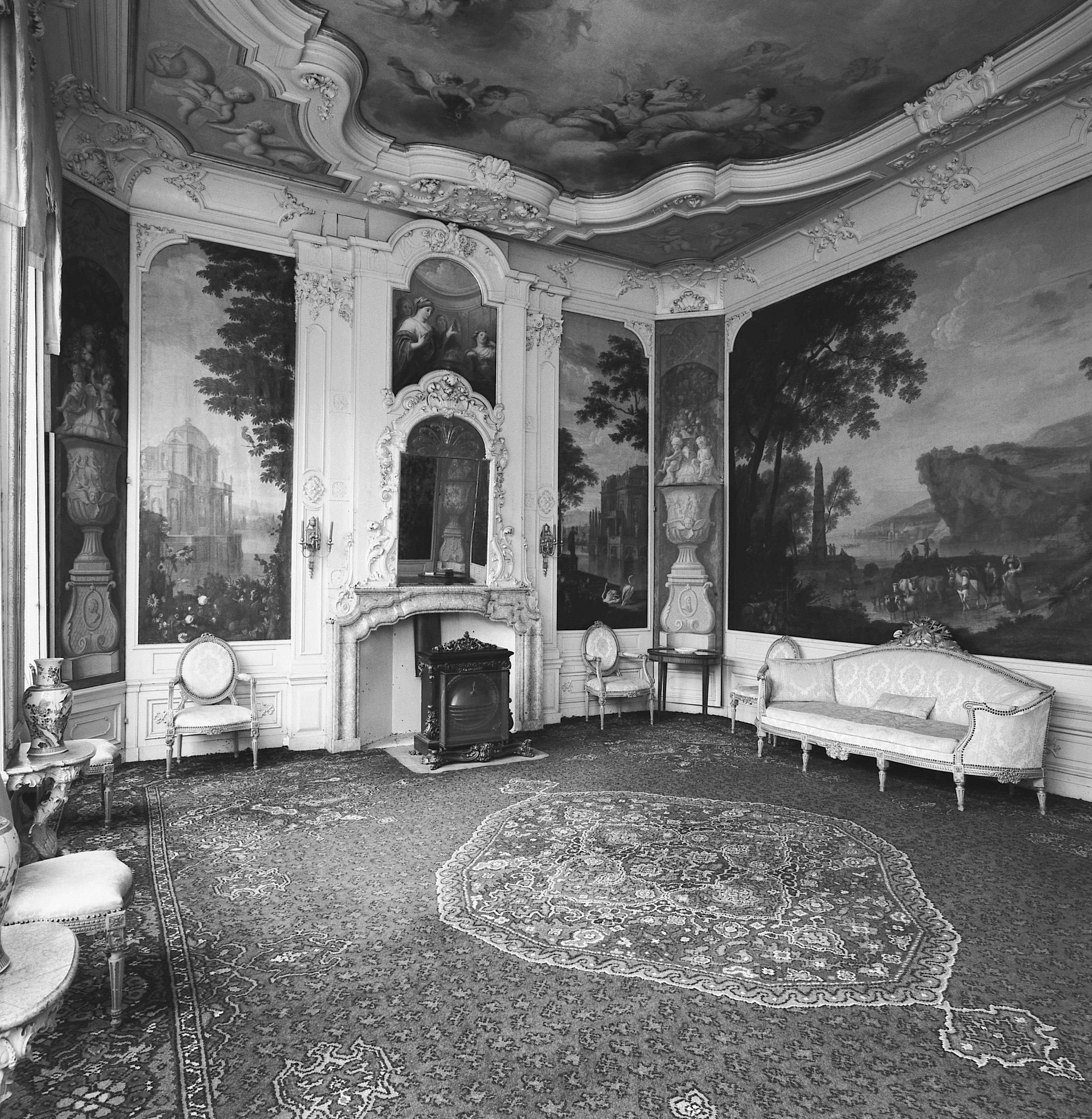
De grote zaal vóór restauratie.
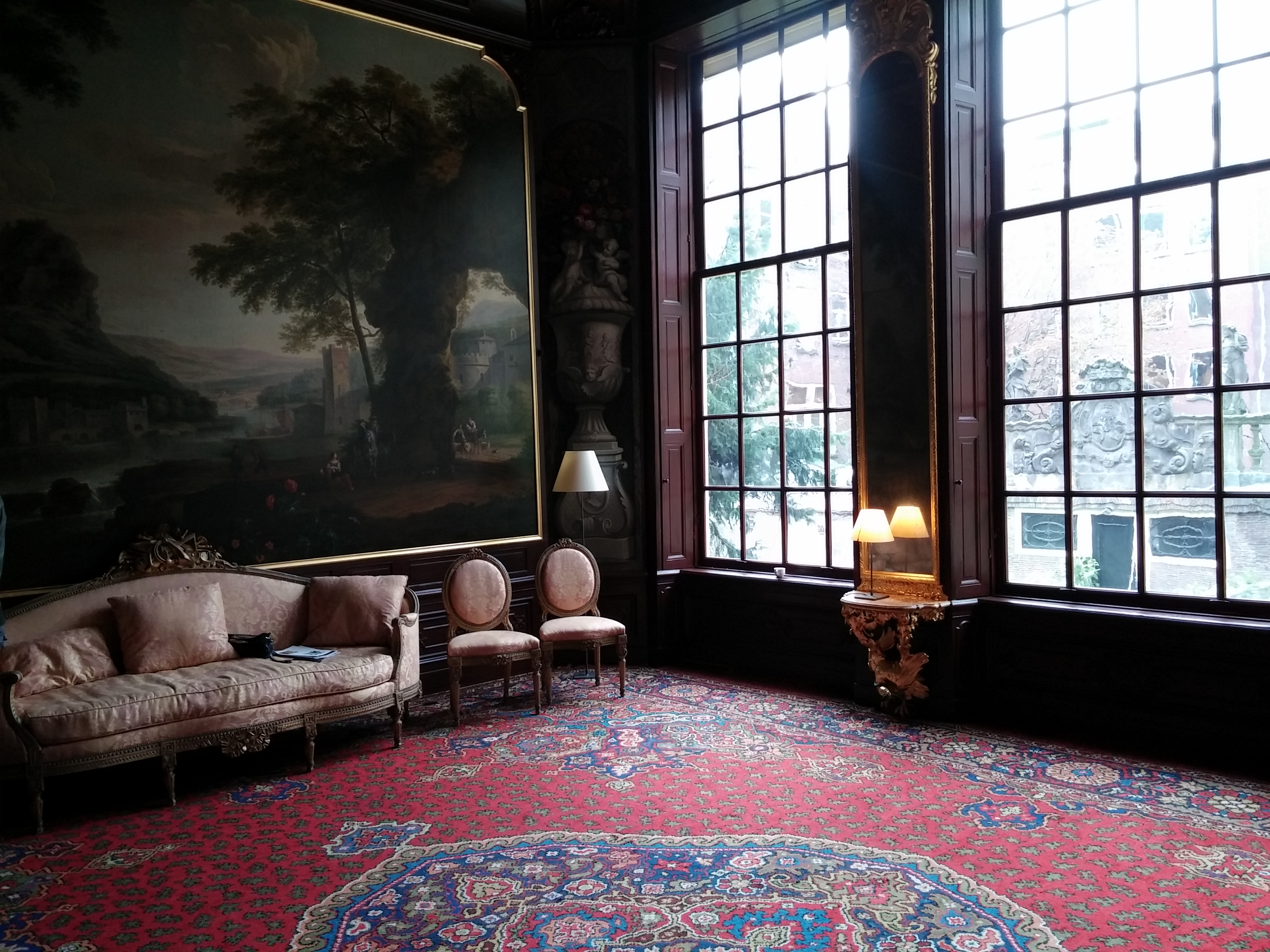
De grote zaal vanuit een andere hoek.
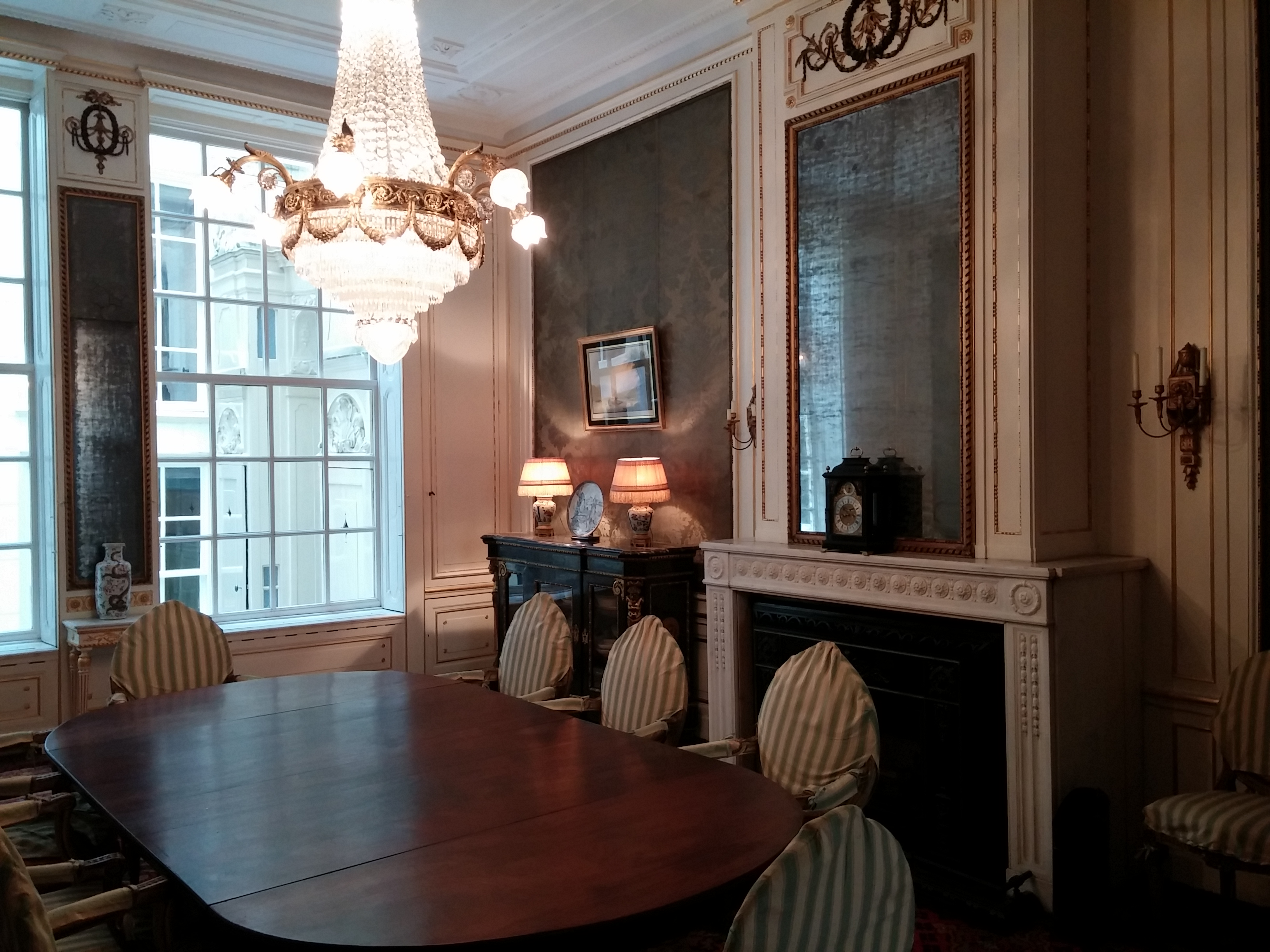
De eetkamer.
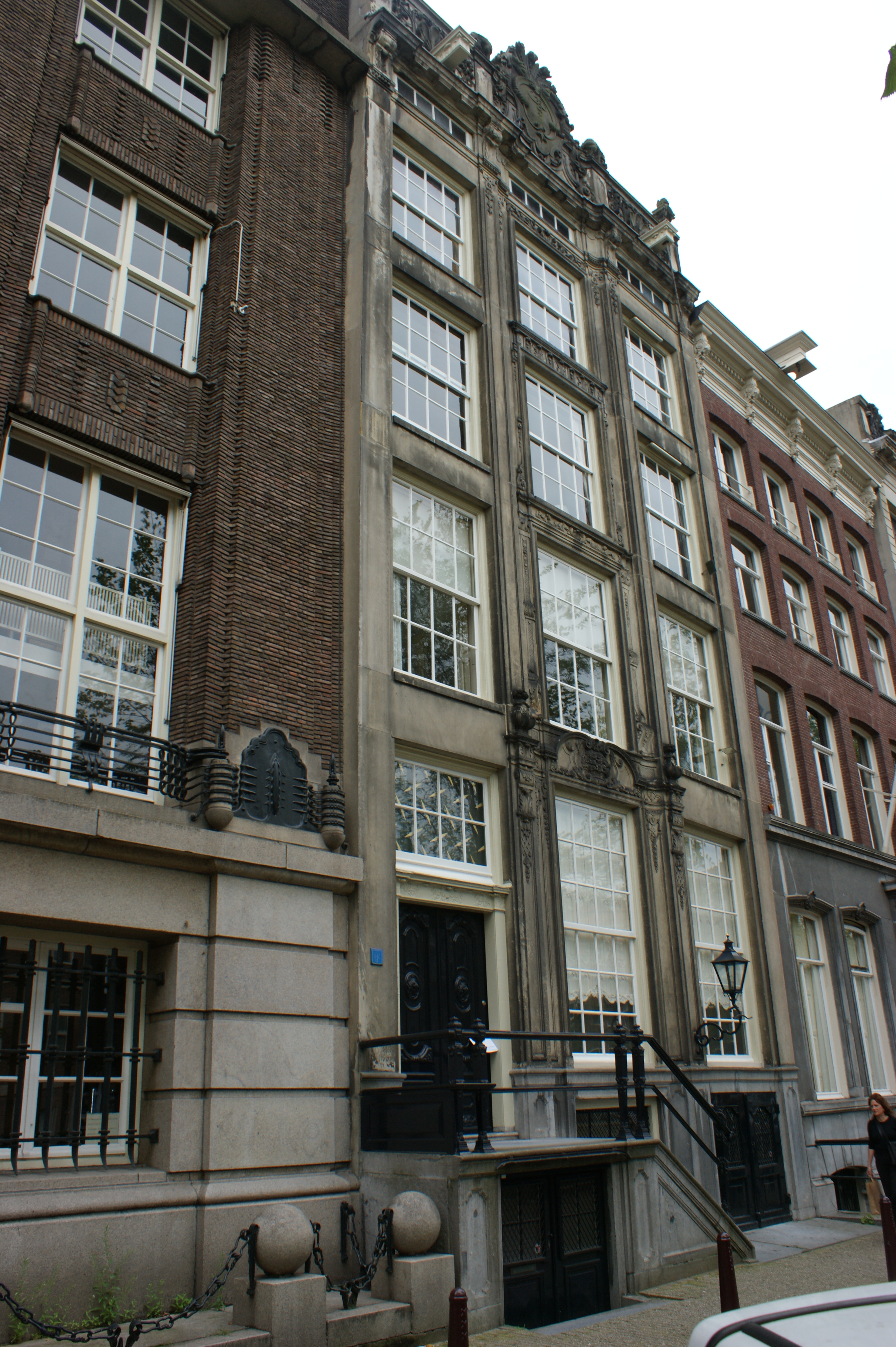
Zij-aanzicht van de voorgevel.
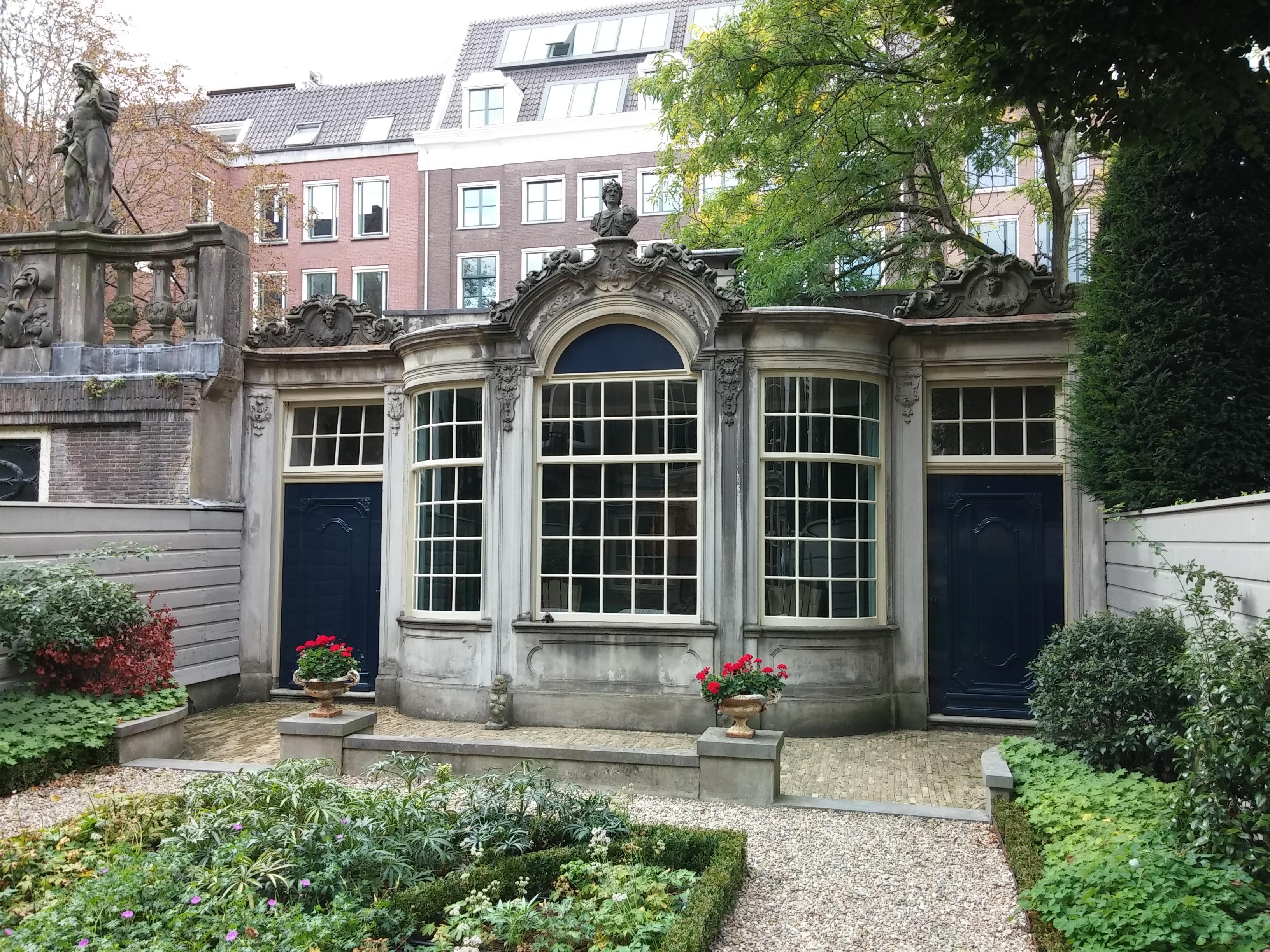
Het tuinhuis.

## Trivia
Dezelfde Arnold Johan (of Aernout Jan) van Brienen die het 'Huis Van Brienen' (Herengracht 284) voor zijn zoon kocht, stichtte ook het Van Brienenhofje aan de Prinsengracht. De bouw hiervan zou in 1806 door zijn zoon (de bovengenoemde Willem Joseph) worden voltooid.
Van 1935 tot 1960 was het Lichtbeelden Instituut op Herengracht 284 gevestigd.